# 奥马尔·海亚姆

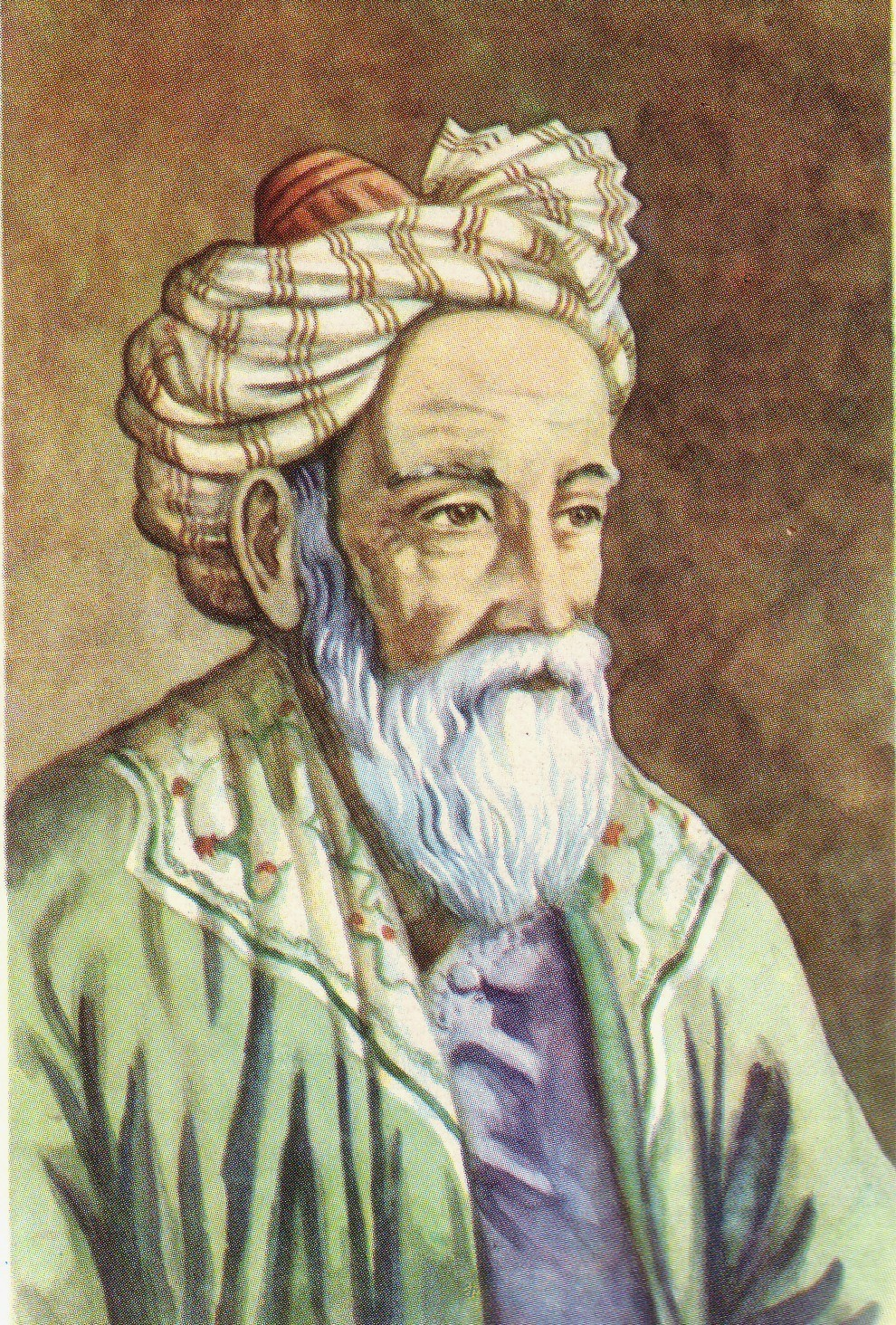
欧玛尔·海亚姆畫像

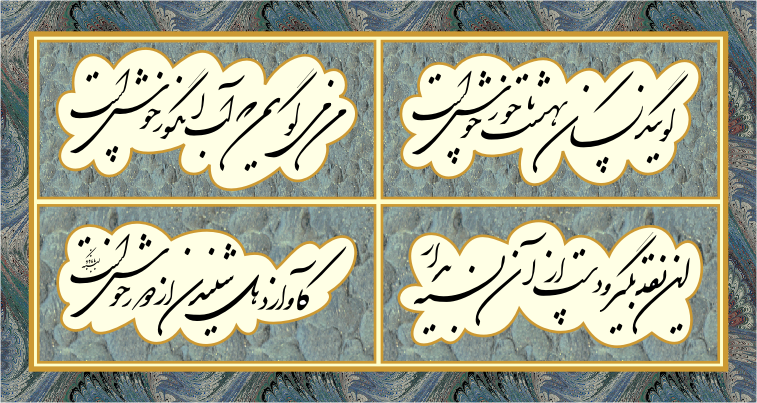
欧玛尔·海亚姆的一首柔巴依詩

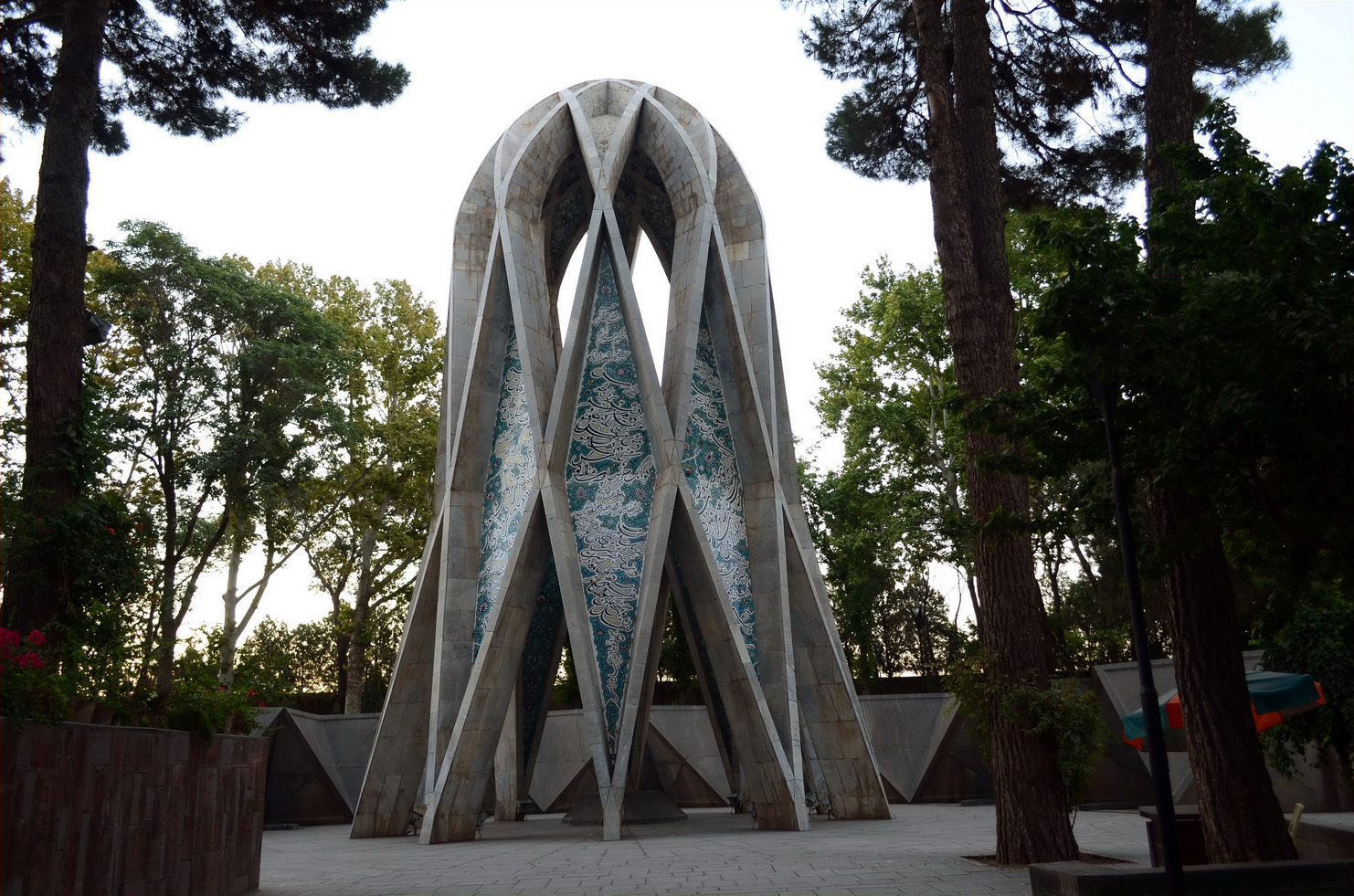
欧玛尔·海亚姆在伊朗內沙布爾的墓地

吉亚斯丁·阿布·法特赫·奥马尔·伊本·海亚姆·内沙布里（波斯語：غیاث‌الدین ابوالفتح عُمَر بن ابراهیم خَیّام نیشابوری；1048年5月18日—1131年12月4日，又作莪默·伽亚谟、奧馬爾·海亞姆）是波斯诗人、天文学家暨数学家。海亚姆意為“天幕制造者”，他一生研究各門学問，尤精天文学。时任蘇丹非常器重海亚姆，委以更改曆法的重任，1079年所实行的新历亚拉里曆比蒋牟西旧曆更为精确。除无数天文图谱以及一部代数学论文之外，海亚姆留下诗集《柔巴依集》（又譯《鲁拜集》）。
奥马尔·海亚姆的诗大部分关于死亡与享乐，用了很多笔墨来讽刺来世以及神，这与当时的世俗风尚相去甚远。《柔巴依集》其实是一些零散的笔记，海亚姆死后由他的学生整理出来。19世纪，英国作家爱德华·菲兹杰拉德（Edward Fitzgerald）将《柔巴依集》翻译（或撮譯、改寫）成英文，因其译文精彩，從此《柔巴依集》不再仅是历史笔记，而作为著名诗集为整个世界所接受。

## 生平與傳說
海亞姆於波斯東部城市納霞堡（今伊朗境内）出生，是一名什葉派的穆斯林 ，小時候曾在巴爾赫（今阿富汗北部）居住，並跟隨謝赫（意為「教長」）穆罕默德·曼蘇爾（Muhammad Mansuri）學習，其後更跟隨當時於最為有名的伊瑪目莫瓦法克（Imam Mowaffaq Nishapuri，舊譯「野芒」，又譯「摩瓦伐克」）學習。
關於海亞姆的成長有一則廣為流傳的故事：在跟隨莫瓦法克學習期間，海亞姆結識了兩位日後成就非凡的同學。這兩位同學分別是尼札姆·穆爾克及哈桑·沙巴（後來成為阿薩辛派的領袖）。他們三人結為好友，後來尼札姆·穆爾克成為了塞爾柱帝國的「維齊」（即「宰相」或「首席大臣」的意思），分別按照二人的要求而作出賞賜：哈桑·薩巴哈要求官位，但是由於野心太大，最終他在推翻尼札姆·穆爾克失敗後並放逐；海亞姆就較為謙恭，他僅要求一個居住的地方，讓他可以鑽研科學及祈禱；於是，海亞姆每年可從納霞堡的庫房中獲得1,200百密（mithkals）的黃金，他以後就是靠這筆年金過活的。金庸所著小說《倚天屠龍記》亦有提到這個故事，書中將海亞姆翻譯為峨默。
很多學者（如穆罕默德—阿里·福魯吉（Mohammad-Ali Foroughi）及法札內·阿哈爾普爾（Farzaneh Aghaeipour））都質疑這故事的真實性，因為海亞姆與尼札姆·穆爾克的年紀相差三十歲，二人不太可能一起上學，而且三人在不同的地方成長，但無論如何這故事廣為流傳，這是可能由於三人在各方面的有卓越的表現：海亞姆代表科學方面的成就、哈桑·薩巴哈代表變革，而尼札姆·穆爾克則代表權力、法治與秩序。

## 數學成就
海亞姆是當時有名的數學家，於1070年寫下影響深遠的《代數問題的論證》（Treatise on Demonstration of Problems of Algebra），書中闡釋了代數的原理，令波斯數學後來更傳至歐洲。他亦發現解決三次方程以及更高次方程的方法。